# Guerre civile entre Armagnacs et Bourguignons
 (octobre 2015).
Guerre de Cent Ans
Batailles
La guerre civile entre Armagnacs et Bourguignons est un conflit mené par deux branches cadettes de la dynastie royale des Valois, la maison d'Orléans, affiliée à la maison d'Armagnac, et la maison de Bourgogne, durant le premier tiers du XVe siècle, de 1407 à 1435, pour obtenir le contrôle de la régence de Charles VI, roi de France, incapable de gouverner car devenu fou. Cette guerre affaiblit le royaume de France, déjà en lutte avec le royaume d'Angleterre dans ce qui sera connu plus tard comme la guerre de Cent Ans.
Depuis le début de la démence de Charles VI en 1392, deux camps s'affrontent pour avoir la mainmise sur le conseil de régence : celui de Philippe, duc de Bourgogne, oncle du roi, et celui de Louis Ier d'Orléans, frère du roi. Après la mort de Philippe en 1404, Louis d'Orléans accroît son influence sur la régence et réduit les richesses accordées aux possessions bourguignonnes. Écarté ainsi du pouvoir, Jean « sans Peur », fils de Philippe et donc nouveau duc de Bourgogne, ordonne l'assassinat de Louis d'Orléans en 1407.
L'assassinat plonge le royaume dans la guerre civile, entre les Armagnacs (partisans de la maison d'Orléans, menés par Bernard VII d'Armagnac) et les Bourguignons, rassemblés derrière Jean sans Peur, duc de Bourgogne. Les deux factions se disputent Paris, capitale du royaume, et la régence. À ces rivalités s'ajoutent des divergences sur la conception de l'État, la religion, l'économie et la diplomatie.
Dans le contexte de la guerre avec les Anglais, l'une ou l'autre faction tente de bénéficier du soutien de l'ennemi, dont le roi revendique ses droits sur la couronne de France. À partir de 1415, le parti armagnac se range derrière le dauphin Charles. Après l'assassinat de Jean sans Peur en 1419, les Bourguignons s'allient aux Anglais. Dès lors, les Bourguignons participent à l'invasion anglaise et à l'établissement du roi d'Angleterre comme roi de France — Henri VI, après la mort de Charles VI en 1422 —, tandis que les Armagnacs soutiennent le dauphin puis roi Charles VII dans sa reconquête de l'ensemble du royaume.
En 1435, le traité d'Arras met fin à la guerre civile entre Armagnacs et Bourguignons ; ceux-ci se rallient à Charles VII, qui peut ainsi pleinement se consacrer à la guerre contre les Anglais.

## Prémices

Le lien de parenté entre Charles VI, Philippe le Hardi et Louis d'Orléans

Le contexte historique est celui de la guerre de Cent Ans et du grand schisme d'Occident. Le conflit trouve ses racines sous le règne de Charles VI.
En fait, ce sont deux sous-ensembles économiques, sociaux et religieux différents qui se font face. D'une part la France, pays très favorisé par l'agriculture, avec un régime féodal et religieux fort. D'autre part l'Angleterre, au climat pluvieux favorisant les pâturages et donc l'élevage ovin, qui vend sa laine aux drapiers de Flandre : pays où l'artisanat, la bourgeoisie et les villes prennent de l'importance. Les Bourguignons sont favorables au modèle anglais (d'autant plus que la Flandre est bourguignonne), tandis que les Armagnacs défendent le modèle français. De la même manière, le grand schisme d'Occident a entraîné l'élection d'un antipape qui siège à Avignon (Clément VII) et est soutenu par les Armagnacs, alors que le pape de Rome (Urbain VI) est soutenu par les Bourguignons.
Charles VI étant fou, la reine Isabeau de Bavière préside à partir de 1393 un conseil de régence, où siègent les grands du royaume. L'oncle de Charles VI, le duc de Bourgogne Philippe le Hardi, déjà régent durant la minorité du roi (de 1380 à 1388), est fin politique et exerce une grande influence sur la reine. À la mort de Philippe, son fils Jean sans Peur, moins lié à Isabeau, voit sa position au sein du gouvernement royal s'affaiblir, alors que le frère du roi Louis d'Orléans tente d'accroître son influence. Dans le même temps, les autres oncles de Charles VI sont moins influents sur la régence : le duc Louis d'Anjou est accaparé par la gestion du royaume de Naples et le duc Jean de Berry sert surtout de médiateur entre les partis d'Orléans (futurs Armagnacs) et de Bourgogne dont la rivalité va progressivement prendre forme, aboutissant à une véritable guerre civile.

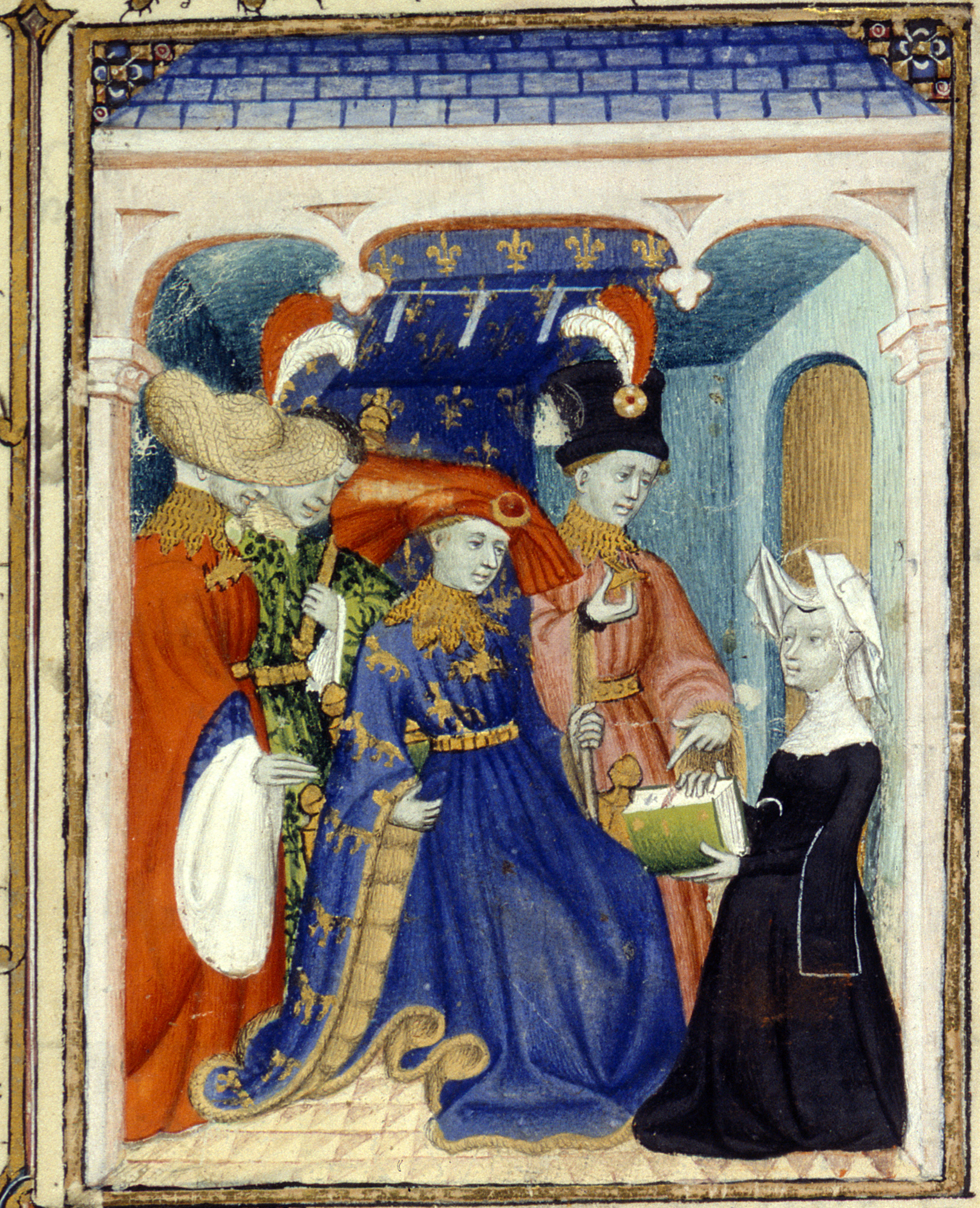
Le duc Louis d'Orléans reçoit un livre de Christine de Pisan. Miniature du Maître de la Cité des dames tirée de l'Épître Othéa, British Library, Harley MS 4431,, vers 1410-1414.

Pour contrer l'expansion territoriale de la maison de Bourgogne (qui possède les Bourgognes ducale et palatine, la Flandre et l'Artois), le duc d'Orléans acquiert en gagère le Luxembourg en 1402.
Tandis que Louis d'Orléans, tirant du Trésor royal les neuf dixièmes de ses revenus, achète terres et places fortes dans les marches orientales du royaume que les Bourguignons considèrent comme une chasse gardée, Jean sans Peur, qui n'a pas le prestige de feu son père, voit se tarir les largesses royales. Alors que le père recevait deux cent mille livres par an, le fils doit se contenter de trente-sept mille.
Le duc d'Orléans, gendre de Jean Galéas Visconti et titulaire de fiefs plus ou moins hypothétiques en Italie, veut faire intervenir Charles VI militairement en sa faveur dans la péninsule. De plus, il semble vouloir faire rompre la trêve franco-anglaise, allant jusqu'à provoquer Henri IV d'Angleterre en duel, ce que Jean sans Peur ne peut tolérer, car les industriels flamands dépendent totalement des importations de laine d’outre-Manche et auraient été ruinés par un embargo.
La querelle respecte tout d’abord les formes courtoises : Jean sans Peur adopte l’ortie comme emblème, Louis d’Orléans le bâton noueux. Aussitôt, le duc de Bourgogne prend le rabot pour insigne et distribue des « rabotures », ou copeaux d’argent, à ses partisans (par la suite, les Bourguignons se reconnaissent surtout au port de la croix de Saint-André, et les Armagnacs à leur bande ou écharpe blanche).

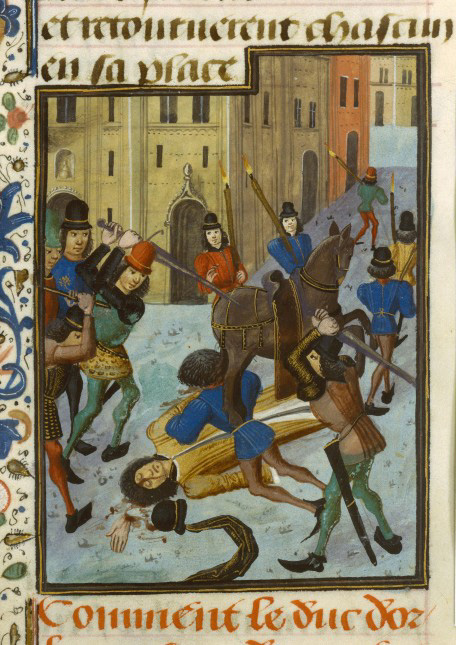
Assassinat du duc Louis Ier d'Orléans rue Vieille du Temple. Miniature du Maître de la Chronique d'Angleterre, Abrégé de la Chronique d’Enguerrand de Monstrelet, BnF Fr.2680, vers 1470-1480.

## Déclenchement du conflit
Le frère du roi, Louis d'Orléans, « qui hennissait comme un étalon après presque toutes les belles femmes », est accusé d'avoir voulu séduire voire « esforcier » la duchesse de Bourgogne. De plus, et même s'il ne s'agit que d'une rumeur, ce séducteur aurait été l'amant de la reine Isabeau et la propagande bourguignonne s'est plu à le présenter comme le père véritable du dauphin Charles (futur Charles VII). Il se rapproche de la reine et bénéficie de la bienveillance de son frère le roi lors de ses phases de crise : il réussit ainsi à faire évincer les Bourguignons du conseil.
C'en est trop pour Jean sans Peur, évincé du pouvoir et joué par le duc d'Orléans.
Profitant de la colère qui monte chez les contribuables, toujours pressurés alors que la paix est revenue et constatant que leurs impôts servent à financer les fêtes de la cour, il se lance dans une campagne de séduction où il déploie des trésors de démagogie (il promet notamment des baisses d'impôts et une reforme de l'État, vers une monarchie contrôlée). Il séduit ainsi les marchands, le petit peuple et l'Université. Il menace Paris en 1405 pour faire montre de sa puissance, alors que Louis manœuvre pour empêcher le duc de Bourgogne de réaliser une continuité territoriale entre ses possessions flamandes et bourguignonnes en acquérant le duché de Luxembourg. Cela ne suffisant pas à restaurer son influence, Jean sans Peur décide de se débarrasser de son exaspérant rival : il le fait assassiner par Raoul d'Anquetonville à Paris, rue Vieille du Temple, le 23 novembre 1407, alors que le duc d'Orléans sort de chez la reine, qui vient d'accoucher. Cet assassinat déclenche la guerre civile.

## La guerre civile

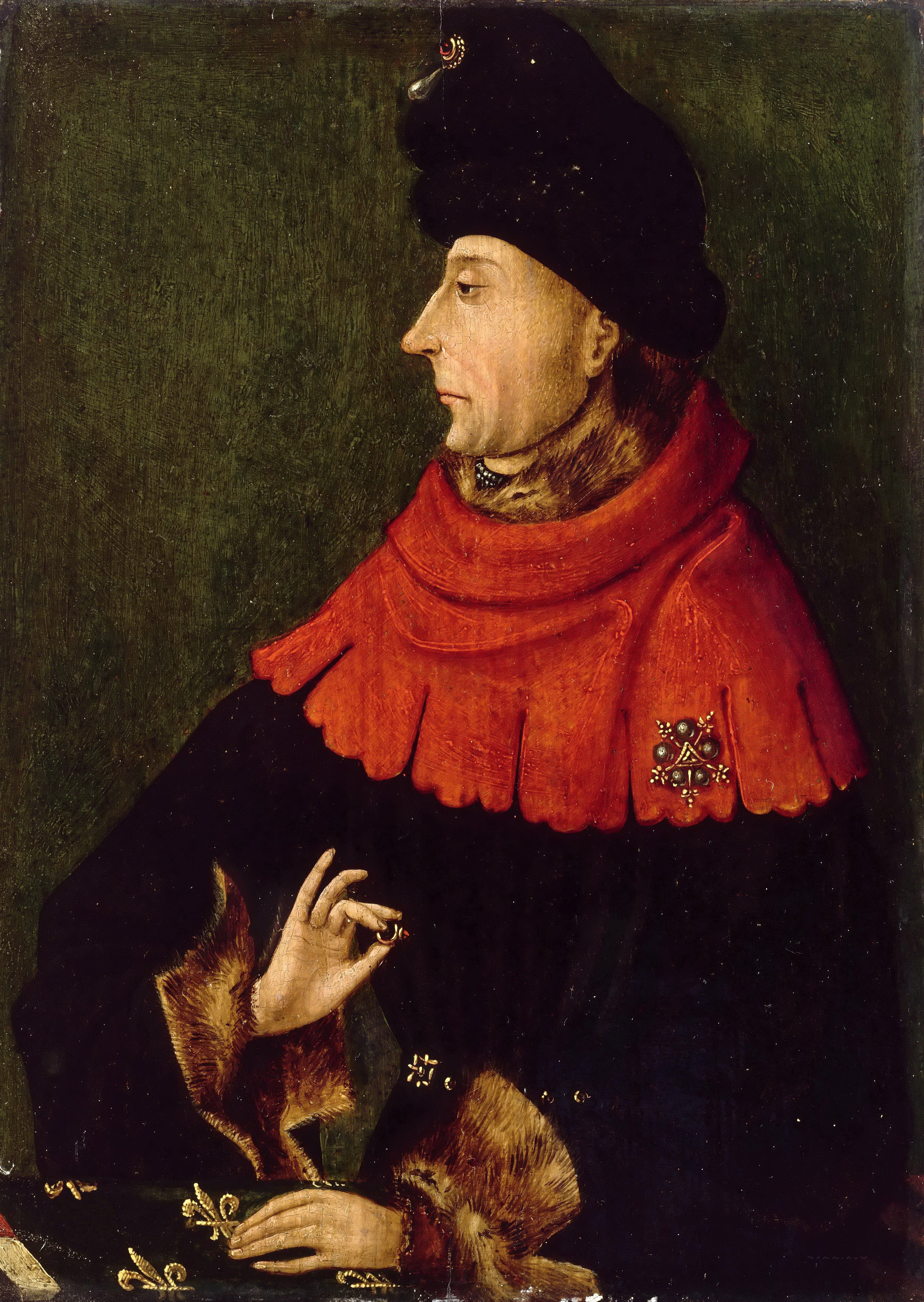
Jean sans Peur, duc de Bourgogne, musée du Louvre, vers 1404-1405.

Dans le dessein de venger son père, Charles d'Orléans, fils de Louis, suscite partout des inimitiés envers le duc de Bourgogne, désormais maître de Paris. Pourtant, en 1409, une paix conclue à Chartres semble arrêter les hostilités. Mais Charles d'Orléans ayant épousé la fille de Bernard VII d'Armagnac, il se forme à Gien, à l'occasion de ses noces, une ligue contre le duc de Bourgogne et ses partisans, dans laquelle entrent, outre le duc d'Orléans et son beau-père, les ducs de Berry, de Bourbon et de Bretagne, ainsi que les comtes d'Alençon et de Clermont (15 avril 1410).
Bernard VII recrute dans le Midi des bandes qui font la guerre avec une férocité inouïe : les Écorcheurs. À leur tête, il ravage les environs de Paris et s'avance jusqu'au faubourg Saint-Marcel. Un nouveau traité, signé à Bicêtre le 2 novembre 1410, suspend les hostilités, mais, dès le printemps 1411, les partis reprennent les armes. Les Armagnacs se répandent dans le Beauvaisis et la Picardie « en mengeant le povre peuple suivant la coustume de adonc ». En octobre 1411, fort d'une armée de 60 000 hommes, le duc de Bourgogne entre dans Paris et attaque les Bretons, alliés des Armagnacs, qui sont retranchés à La Chapelle. Il doit reculer, mais, dans la nuit du 8 au 9 novembre, il sort par la porte Saint-Jacques, marche sur Saint-Cloud et défait complètement l'armée des Écorcheurs. Puis Jean sans Peur poursuit les princes d'Orléans et leurs alliés, assiège Dreux puis Bourges, assisté par l'armée royale qui paraît le 11 juin 1412. La paix est signée à Bourges le 15 juillet 1412 et confirmée à Auxerre le 22 août.
Les Anglais vont profiter de la situation pour soutenir ponctuellement l'un ou l'autre parti, ou acheter leur neutralité. Les deux camps sont eux-mêmes enclins à une alliance avec l'Angleterre qui leur offrirait un avantage indéniable dans la guerre civile. Ainsi les Armagnacs concluent un traité avec le roi d'Angleterre, Henri IV : en 1412, ils lui cèdent la Guyenne et reconnaissent sa suzeraineté sur le Poitou, l'Angoulême et le Périgord. De même, Jean sans Peur ménage les Anglais qui, par un embargo sur la laine, pourraient ruiner les drapiers de Flandre.

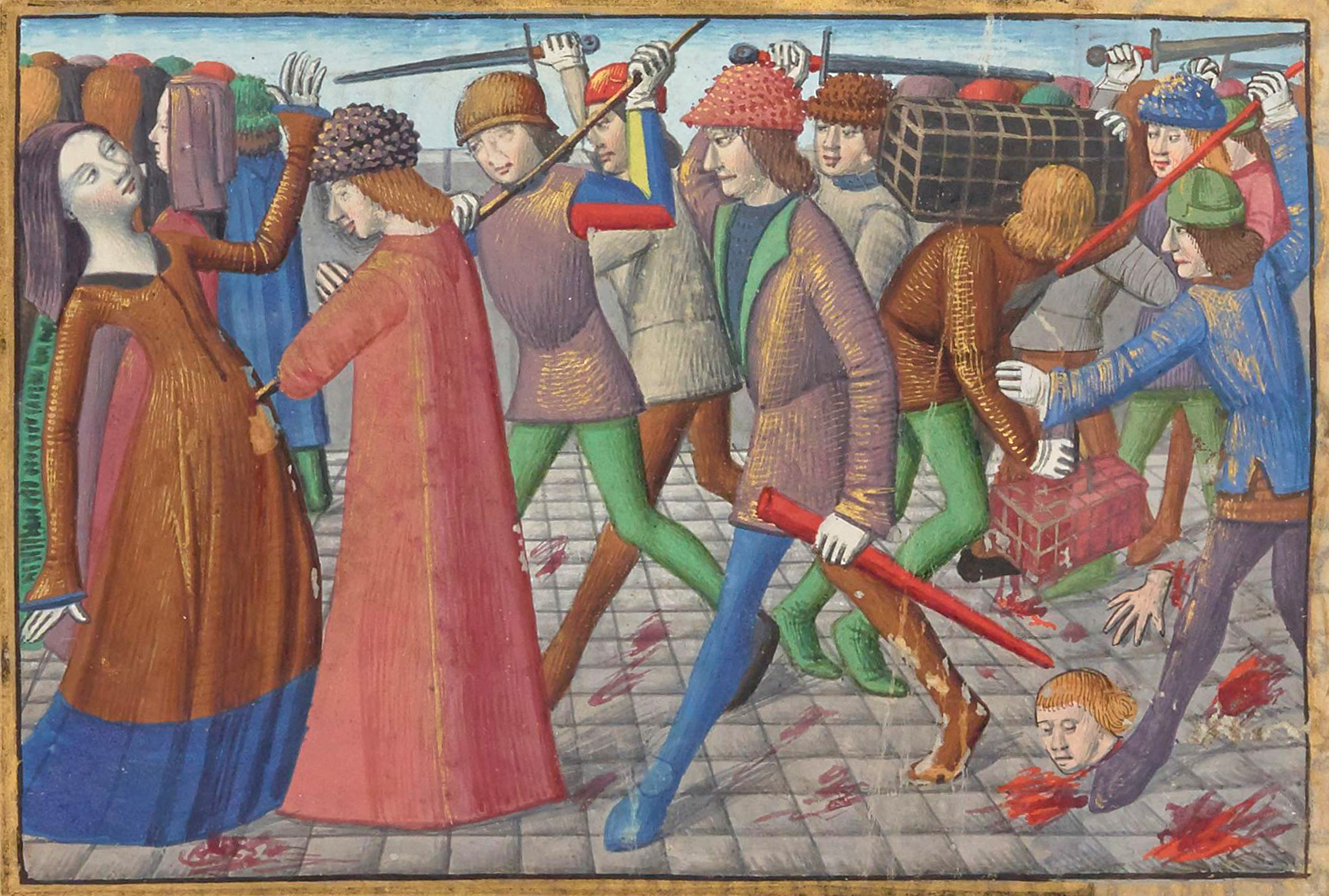
Révolte des Cabochiens. Miniature extraite des Vigiles du roi Charles VII de Martial d'Auvergne, vers 1484, BnF.

En 1413, Jean sans Peur soutient la révolte des Cabochiens qui entraîne une succession de massacres à Paris. La population parisienne, affolée, appelle les Armagnacs à son secours. Leurs troupes reprennent le contrôle de la ville en 1414. En 1415, le duc de Bourgogne reste neutre vis-à-vis des Anglais, qui reprennent les hostilités. Il laisse ainsi Henri V défaire l'armée française, essentiellement pourvue par les Armagnacs, à la bataille d'Azincourt en octobre 1415. Cependant, les directives données par le duc à ses sujets de ne pas se présenter à l'ost pour la bataille n'ont pas été suivies (on retrouve notamment dans les listes des morts de nombreux sujets du duc de Bourgogne, y compris le propre frère de Jean sans Peur, Antoine de Brabant).
Le 29 mai 1418, grâce à la trahison d'un certain Perrinet Leclerc et au soutien des artisans et des universitaires, Paris est livrée à Jean de Villiers de L'Isle-Adam, capitaine d'une troupe de partisans du duc de Bourgogne. Le 12 juin suivant, les Armagnacs sont massacrés par le peuple de Paris. Le comte Bernard VII fut l'une des victimes. À nouveau maître de Paris et de la personne du roi, Jean sans Peur voit toutefois lui échapper le Dauphin, partisan armagnac. Alors que le roi d'Angleterre entreprend la conquête de la Normandie, les troupes royales et bourguignonnes ne peuvent s'aventurer à le contrer, par peur d'une reprise de la capitale par les Armagnacs. Il devient donc impérieux pour le duc de Bourgogne et ses partisans de négocier un rapprochement avec les partisans du Dauphin. Ces derniers finissent par accepter, afin d'éviter une possible alliance anglo-bourguignonne. Plusieurs rencontres vont donc être organisées.

Les Trois France en 1429 : territoires contrôlés par les Anglais, le duc de Bourgogne et le roi de France.

Le 10 septembre 1419, il est assassiné, sur le pont de Montereau-Fault-Yonne, lors d'une entrevue avec le Dauphin Charles, par des hommes de main du parti des Armagnacs, qui craignent un rapprochement du Dauphin avec les vues politiques bourguignonnes, et afin de venger le meurtre de Louis d'Orléans. Cet acte empêche tout apaisement et fait s'effondrer ce qui reste d'unité dans le royaume de France.
Philippe le Bon, le nouveau duc de Bourgogne, fait alors alliance avec les Anglais et aboutit au traité de Troyes, par lequel Charles VI déshérite son fils, le dauphin Charles, et marie sa fille Catherine de Valois à Henri V d'Angleterre. Il est prévu qu'Henri V doit exercer la régence du royaume de France, avant d'hériter de la Couronne à la mort de Charles VI. Ce traité est dénoncé par les Armagnacs, qui arguent « que le roi appartient à la couronne et non pas l'inverse ». Il faudra l'intervention de Jeanne d'Arc pour que Charles VII de France puisse être légitimé par un signe divin et sacré à Reims, le 17 juillet 1429, prenant de court le successeur d'Henri V, mort en 1422, quelques mois avant Charles VI (Henri VI d'Angleterre n'a alors que dix mois, et ne sera sacré que le 16 décembre 1431, à Notre-Dame de Paris).

## La fin du conflit
Charles VII, engagé dans une patiente reconquête du territoire français, souhaite éloigner les Bourguignons des Anglais. En 1435, il conclut avec Philippe le Bon le traité d'Arras, qui reconnaît les expansions territoriales bourguignonnes et exempte le duc de Bourgogne de lui prêter l'hommage traditionnellement dû au roi de France. Cet accord met officiellement fin à la guerre et va permettre à Charles VII de reprendre aux Anglais pratiquement toutes leurs possessions continentales : fin 1453, ils ne contrôlent plus que Calais.